# Нурбаев, Герман Каримович
Герман Каримович Нурбаев (род. 25 сентября 1968, с. Караул, Семипалатинская область) — государственный, общественный деятель, инвестор и правозащитник. В 2021 году был избран судьёй Верховного Суда Республики Казахстан. 10 июня 2025 года избран Председателем Экономического Суда Содружества Независимых Государств.

## Биография
Герман Нурбаев родился 25 сентября 1968 года в селе Караул Семипалатинской области, Казахской ССР.
Родители — Нурбаевы Карим Нурбаевич и Гульжазира Вахабовна. Отец — казахский советский партийный и общественный деятель.
В 1985 году окончил школу № 1 имени Н. Г. Чернышевского в городе Семипалатинск Казахской ССР.
В 1986 году поступил в Камышинское высшее военное строительное командное училище по специальности «Военный инженер».
В 1991 году с отличием окончил АССШМ МВД СССР в Алматы.
В 1995 году окончил Академию МВД РК в Алматы.

## Профессиональная деятельность
Свою карьеру Герман Нурбаев начал сотрудником уголовного розыска МВД, отслужив до 1994 года.
С 1995 года Герман Нурбаев начинает заниматься адвокатской практикой, состоит в Союзе Адвокатов Республики Казахстан. Параллельно с 1995 по 1998 гг. преподавал в Государственном Университете Семей.
В 1996 году становится владельцем адвокатской конторы «Герман». Впоследствии в 2002 году преобразовал свою адвокатскую контору «Герман» в ТОО «Legal company „German“». Сейчас — ТОО «German Management & Consultancy», где в данный момент является председателем наблюдательного совета.
В 2004 году указом президента Республики Казахстан стал членом комиссии по правам человека при президенте Республики Казахстан.
В 2005 году на республиканском съезде был избран членом президиума Союза адвокатов Республики Казахстан.
2007—2009 — являлся председателем наблюдательного совета ТОО «Караганды Жарык».
С 2009 года — независимый директор, член Совета директоров АО "Национальная компания "Социально-предпринимательская корпорация «Ертіс».
В 2016 году — член совета директоров в АО «КазНИИСА».
Герман Нурбаев — член президиума совета адвокатов Казахстана, специалист в сфере управления инвестиционными проектами, предпринимательского права, а также законодательства в сфере монополии и регулируемых рынков недропользования и энергоснабжения, член Совета директоров ОЮЛ «Ассоциация возобновляемой энергетики Казахстана».
В июне 2021 года Герман Каримович Нурбаев был избран Сенатом на должность судьи Верховного Суда Республики Казахстан. 
10 июня 2025 года избран Председателем Экономического Суда Содружества Независимых Государств.

## Хобби
Герман Нурбаев увлекается бегом, марафоном.

## Награды
- Юбилейная медаль «20-летие Конституции Республики Казахстан»
- Юбилейная медаль «20 лет независимости Республики Казахстан»
- Юбилейная медаль ООН 60 лет о защите прав человека